# Apeadero El Sindicato

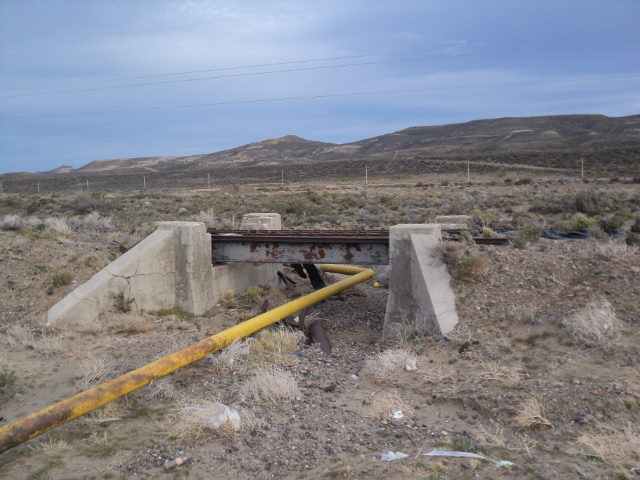
Último tramo de vías entre Ciudadela y Diadema sobre un puente ferroviario preservado.

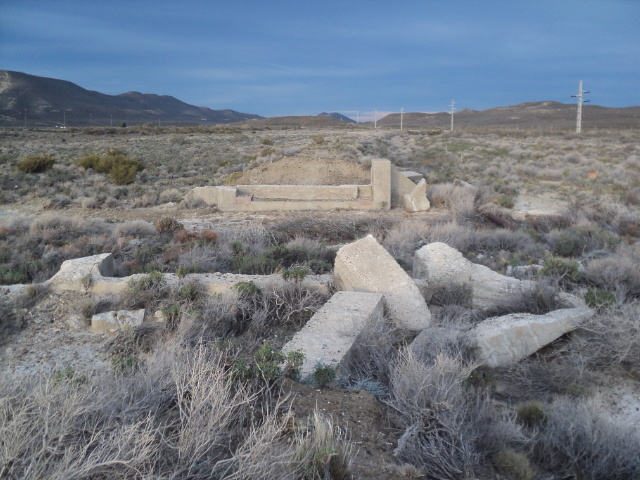
Terraplén destruido en el tramo Ciudadela - Diadema en proximidades de donde estuvo la parada.

El Sindicato o Kilómetro 25 era un apeadero que oficiaba de parada del Ferrocarril de Comodoro Rivadavia que unía a esta localidad con Colonia Sarmiento. Se hallaba ubicada en el departamento Escalante de la provincia de Chubut (Argentina).

## Toponimia

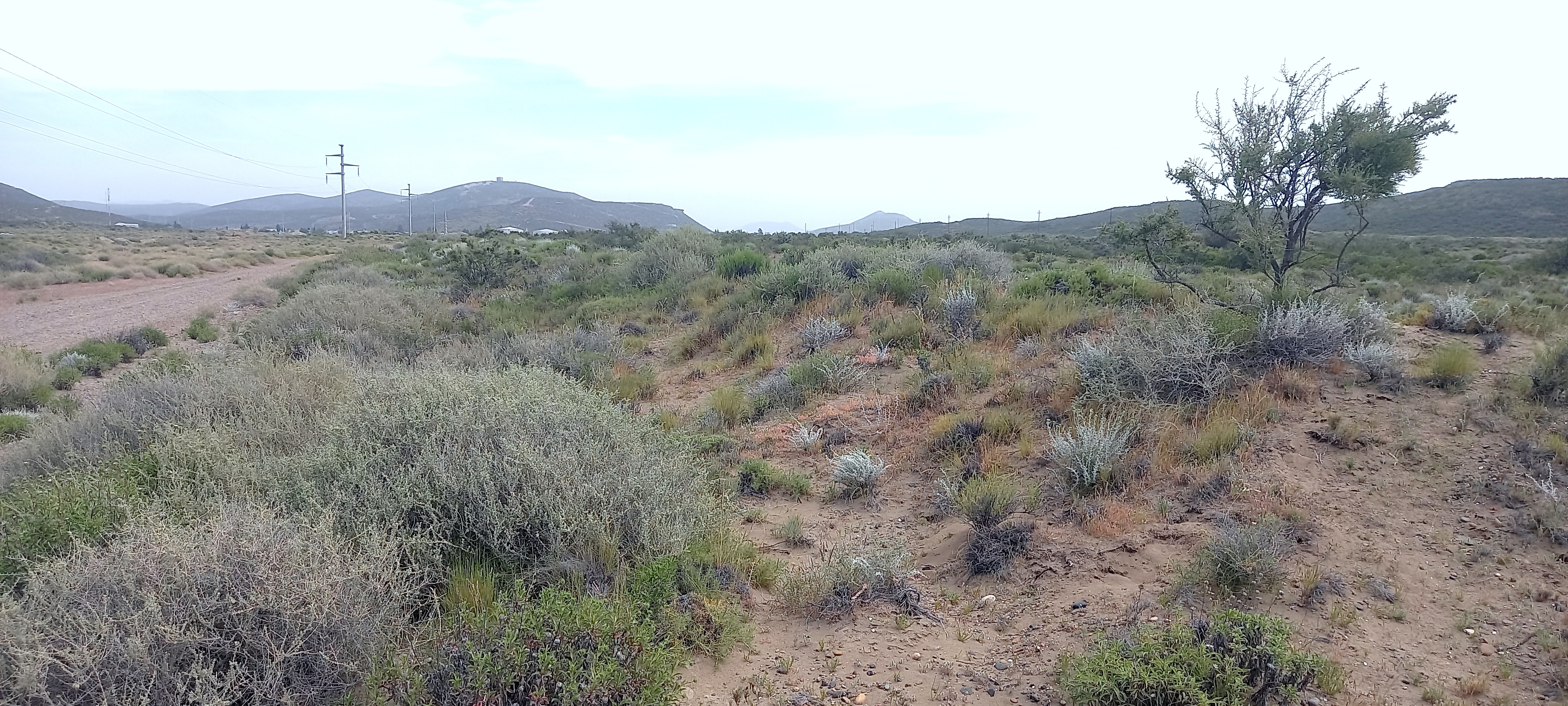
La urbanización se expandió sobre el terraplén y todo lo cercano a Km 25

El nombre es un homenaje al gremio petrolero que participa en estas tierras de la intensa explotación hidrocarburífera. En tanto, su otro nombre se debe a la distancia vial desde la estación matriz hasta aquí de 25 kilómetros.

## Generalidades
Desde esta parada se ve una gran elevación en la altura de las vías que poco a poco ganan altura a lo largo del recorrido a Sarmiento. Se ubicaba a más de 271 m s. n. m. metros sobre el nivel del mar, lo que le ocasionó problemas con nevadas en épocas invernales. 
El Sindicato se constituía como un apeadero que enlazaba las cercanías del entonces pueblo petrolero Diadema con Comodoro y alrededores. Esta parada permitía el acceso de los viajeros a los trenes o su descenso en este lugar, aunque no se vendían pasajes ni contaba con una edificación que cumpliera las funciones de estación propiamente dicha. En 1958 se informaba que el equipaje que no sea bulto de mano, debería ser cargado o descargado, según el caso, por el interesado directamente en el furgón. No se comunicó desvío en Km 25 por lo que solo se trataría de una parada para el uso de los pasajeros.
La parada estaba ubicada en cercanías de la entrada este de Diadema Argentina viniendo desde Comodoro.

## Historia
El lugar próximo a Diadema Argentina estaba vinculado a la intensa actividad petrolera generada por la Royal Dutch Shell desde 1921. Esta actividad generaba gran movimiento de cargas y pasajeros. Hoy en día se mantiene esta actividad en la zona con la presencia de CAPSA.
Para 1957 se informó que el pueblo de Diadema, la localidad a la que este apeadero servía, contaba con 1500 habitantes. La cifra se mantuvo más o menos hasta el día de hoy. Este dato relegaba en importancia al pueblo frente a otras localidades, especialmente los barrios-campamentos de Comodoro. Diadema terminaría siendo un barrio más de Comodoro en los siguientes años.
La parada fue testigo del dramático Accidente ferroviario de 1960 Km3-Comodoro Rivadavia que involucró un total de 100 personas y mató a varias tuvo su origen a la altura de este punto. El coche motor que volvía de Sarmiento, en cercanías del Km 25, se quedó sin frenos e inició una frenética carrera cuesta abajo. El ferrobús "alzado" alcanzó, en Km 3, a otro coche motor que no pudo hacer nada para evitar el violento impacto. Hoy una cruz hecha con vías ferroviarias, en la playa de Km 3, recuerda a las víctimas del desafortunado hecho
A principios de los años noventa este apeadero ya no había dejado muchos rastros de su existencia en la actualidad y ya para 1992 era muy difícil de ubicar donde había sido su lugar.
El apeadero formaba parte del Ferrocarril de Comodoro Rivadavia que comenzó a funcionar en el año 1910 y que fue cerrado definitivamente en el año 1978 por acción del entonces ministro de economía José Martínez de Hoz de la dictadura autodenominada Proceso de Reorganización Nacional. Desde entonces se mantuvo en buen estado de conservación por algunos años.
Para 1992 el ministro de economía Domingo Cavallo del gobierno peronista encabezado por Carlos Menem confirmó la clausura de 1978. Inmediatamente se ordenó el levantamiento de las instalaciones ferroviarias que sobrevivían como vías, desvíos, apeaderos y material afín; desapareciendo gran parte del rastro del ferrocarril sobre la ruta provincial 39. En estos primeros años de la década de 1990 el lugar ya era difícil de divisar. Hoy solo quedan cortos tramos de vías y gran parte del terraplén.

## Funcionamiento

### Itinerarios históricos
El análisis de itinerarios de horarios del servicio de larga distancia, lo largo del tiempo, confirman que fue una parada de escasa importancia para los servicios ferroviarios de larga distancia . De este análisis surge que los trenes se detenían solo si había pasajeros dispuestos o cargas. De este modo, los informes que se centraron en el viaje de larga distancia entre 1920, 1928, 1930, 1934, 1936 y 1955 no hicieron mención alguna.
El informe de horario de 1928 describió solo un viaje con parada obligatoria en Diadema. El mismo era un viaje dominical de recreo. El mismo partía de Comodoro a las 9:00 para arribar a la punta de riel constituida por Pampa del Castillo a las 12:05. Luego de llegar a destino, el tren era girado por algún mecanismo o volvía marcha atrás. El regreso se emprendía a las 12:30 y pasaba por estación Diadema recién a las 18:29 horas, dando tiempo a los visitantes de pasar una larga jornada en Escalante, puntos cercanos y Diadema. El tren mixto demoraba, partiendo desde estación matriz, arribar a estación Diadema 1:12 minutos. La razón de este viaje fue que la zona cercana a la estación es un oasis en la desértica meseta patagónica. Gracias a este entorno verde llamó recurrentemente visitas.
El itinerario de 1934 brindó información de la sección del servicio suburbano que era ejecutado por trenes mixtos los días lunes y jueves junto con el viaje a Sarmiento. El viaje a vapor partía a las 9 de Comodoro para arribar a Sarmiento 16:50. En tanto, la vuelta se producía los días miércoles y sábados desde las 9 con arribo a estación Comodoro a las 16:35. El itinerario omitió este apeadero, pero bridó información de la vecina Diadema. El tren llegaba a dicha estación a las 10:10, mejorando el tiempo anterior. No obstante, Diadema aun era parada optativa de los servicios ferroviarios; deteniéndose estos si había interesados en ella.
Desde 1938 el itinerario mostró por primera vez a este apeadero, estaba servido por la nueva y extensa red servicio suburbano que recorría la zona norte de Comodoro. Gracias a las últimas mejoras que recibió el ferrocarril, con la incorporación de ferrobuses, se logró que el servicio de pasajero y cargas ligeras reciba la mejora en el tiempo del trayecto que pasó de casi 8 hs a alrededor de 4 hs. Con la nueva tecnología el ferrobús, partiendo desde estación matriz, pudo alcanzar este punto en 35 minutos. Las distancias con los puntos vecinos se cubrían en 19 minutos a Apeadero Bombas Diadema y en 5 minutos con Diadema Argentina. El itinerario nombró a este punto El Sindicato a secas.
El itinerario de Ferrocarriles del Estado del 15 de diciembre de 1940. Todos los viajes de todas las líneas pasaron a operarse con ferrobuses. El viaje principal partía los domingos desde Comodoro a las 7:08, pasando por este punto a las 7:40 y arribando a Sarmiento a las 10:45; mientras que había otro viaje que partía todos los días menos domingos desde las 16:30, paso por este punto a las 17:03 y llegada a Sarmiento a las 20:25. En tanto, el viaje desde Sarmiento se producía los domingos desde las 17:45 con arribo a Comodoro a las 20:58; mientras que el viaje que corría todos los días menos domingos lo hacía desde las 7:45 con llegada a las 11:11 a Comodoro. Por otra parte, el itinerario informaba gran variedad de servicios que ejecutaron el viaje de media distancia a Escalante. Los mismos partían desde Comodoro a las 1:00, 6:35, 11:35, 16:40 y 18:49 y la vuelta desde Escalante se ejecutaba 2:15, 8:00, 13:00, 17:55 y 20:35. Además, el documento se refirió a este elemento como Ap. Km 25 ( El Sindicato) y sin edificación para pasajeros en ese año.
El itinerario de trenes de 1946 hizo alusión detallada al servicio suburbano del ferrocarril. En el se mencionó a este apeadero visitado diariamente por 2 líneas diferentes «de Comodoro a Escalante» y «de Comodoro a Sarmiento». El ferrobús en su viaje más rápido de larga distancia, partiendo desde estación matriz, arribaba este punto en 32 minutos. Mientras que el viaje suburbano demandaba aun 35 minutos. Las distancias con sus puntos vecinos siguieron sin modificación. La novedad de este informe fue la descripción del servicio de cargas a Sarmiento que se ejecutaba en forma condicional los lunes, miércoles y viernes. Este viaje se hacía con un formación a vapor y partía desde Talleres a las 9:40 para llegar a destino a las 17:40. El tren arribaba, con parada obligatoria, a El sindicato a las 10:31. En tanto, para comunicar la distancia que existía con el apeadero Bombas Diadema al tren le tomaba 30 minutos, mientras que para unirse con Diadema se requerían 4 minutos. Por último el informe llamó a este punto Ap. Km 25 (El Sindicato). Por último, en este itinerario se llamó a este punto Apeadero Km 25 (El Sindicato).
El mismo itinerario de 1946 fue presentado por otra editorial y en el se hace mención menos detallada de los servicios de pasajeros de este ferrocarril. En el documento se aclaró que la mayoría de los ferrobuses pararían en puntos adicionales que los pasajeros solicitaran para ascender o descender. Las tarifas se cobraban desde o hasta la estación más próxima anterior o posterior. La diferencia principal es que a este punto no fue tenido en cuenta para el viaje de larga distancia a Sarmiento, sino que fue incluido en un circuito suburbano a Escalante. Por último, se aludió a muchos puntos del ferrocarril con otros nombres. En el caso de este apeadero se lo llamó El Sindicato a secas.
El 10 de diciembre de 1948 fue presentado un itinerario que no representó grandes variaciones respecto del presentado en 1946. Sin embargo, la gran diferencia con el anterior documento estuvo en el viaje de cargas que recorría la línea completa desde Comodoro a Sarmiento; y no partía desde Talleres como en el itinerario anterior. De este modo, el viaje de cargas partía sin un día estipulado, en forma condicional desde Comodoro a las 9:30, paso por este punto a las 10:41 y arribo a Sarmiento a las 18:05. En tanto, la vuelta vuelta desde Sarmiento se producía desde las 10:20 con arribo a estación Comodoro a las 20:25. Por último, el itinerario se refirió a este punto como Ap. Km 25 ( El Sindicato).
El último informe de 1955 fue dedicado al servicio suburbano, que tenía su inicio en Comodoro y como puntas de rieles a Km 27 (que remplazaría Escalante como punta de riel), Km 20 y COMFERPET, es detallado con paradas y horarios de este servicio.  Al coche motor que partía desde la estación matriz le tomaba alcanzar este punto 57 minutos de ida. Como novedad se suprimió la vecina parada de Bombas Diadema y en su lugar se instauró la parada Gasoducto. Esta parada era más distante, separada por 27 minutos. Por otro lado, continuaba distanciada de Diadema por 5 minutos. De este modo, se pudo ver un ligero empeoramiento en los tiempos del ferrocarril. En este documento se mencionó a este punto como Apeadero Kilómetro 25 El Sindicato.

### Registro de boletos
El servicio suburbano de la línea es reflejado en una colección de boletos. En esta colección se hace poca mención de este punto siempre con el nombre de Km 25. El viaje podía comprarse hasta esta parada con opción de seguir a Km 27 por el mismo precio.